# Taisia Kornilova
Taisia Anatolievna Kornilova, en ruso: Таисия Анатольевна Корнилова, (19 de mayo de 1961) es una Artista del Pueblo de Rusia, artista de circo, entrenadora de elefantes, guionista, directora artística de programas de circo de variedades y empresaria. Tiene varios récords mundiales Guinness por sus logros en el entrenamiento de elefantes.

## Trayectoria
Kornilova nació el 19 de mayo de 1961. Hija de los entrenadores de circo Nina Andreyevna Kornilova y Anatoly Alexandrovich Kornilov. Pertenece a la tercera generación y comenzó a actuar en el circo desde los 6 años con el número Niña Taya y el elefante Maya.
En Riga coincidió con su futuro marido Alexei Dementyev. Juntos crearon su propia compañía de circo, Kornilova al graduarse del departamento de dirección del Instituto Ruso de Arte Teatral, se hizo cargo del lado creativo del programa, y su marido, además de adiestrar animales, gestionaba los asuntos administrativos. Los artistas no sólo mejoraron la atracción, mostrando en ella una presentación completamente nueva del adiestramiento de animales que correspondía a las exigencias y el estilo de la época, sino que también crearon su propio circo de carpa, con el que realizaron giras con éxito por muchas ciudades y países. Sus elefantes aparecieron en muchas películas famosas, y la pareja en 2000 se convirtió en los artistas populares más jóvenes de Rusia y recibió el premio estatal de Moscú.
Ese mismo año, Dementyev, murió en un accidente automovilístico al quedarse dormido al volante. Tras este suceso, Kornilova trabaja con su hijo Andrei, quien se convirtió en el sucesor de su padre en sus proyectos creativos. Los espectáculos de circo más famosos de Kornilova son Carnival of elephants, On elephants around of light, The mystery of elephants-giants, New Year's stir, Journey into the jungle.  Casi todos los estrenos del programa de variedades Kornilova tienen lugar en la arena del Circo Nikulin.
También trabaja como productora y directora de espectáculos de circo para grandes eventos, como el realizado por el 10º aniversario del Festival Internacional de Música Militar Torre Spasskaya.

## Reconocimientos
- Artista del Pueblo de Rusia (2000).[12][13]
- Laureada con el Premio Estatal de Moscú (2000).[13]
- Premiada por el festival internacional de Verona